# Doris Lester
Verona Doris Lester (Leytonstone, 28 de julio de 1886 - 14 de febrero de 1965) fue una activista británica.

## Trayectoria
Nació en Leytonstone, Essex, Inglaterra. Era hermana de Muriel Lester. Doris Lester fue responsable de fundar la Children's House y Kingsley Hall en Bow East London con su hermana Muriel. Doris Lester trabajó con Muriel, pero no era la figura internacional que era su hermana mayor Muriel. Recibió un telegrama de Muriel en 1941 sobre su encarcelamiento en Trinidad. Desempeñó un papel activo en la gestión de Kingsley Hall, incluido el período de posguerra.
Los artículos de Doris Lester forman parte de un archivo que actualmente se encuentra en el Instituto Bishopsgate de Londres.

## Publicaciones
- The Challenge of the Adolescent Girl (Documentos del Departamento Intermedio. No. 3.) 1921 por Verona Doris Lester
- Jesus: Leader of Men (Teachers and Taught Text Books on Religious Education.) 1923 por Verona Doris Lester y Alice Muriel Pullen
- Pictures of God. Hints for Sunday School teaching on the nature of God 1921 por Verona Doris Lester y Alice Muriel Pullen
- Some Problems and Needs of the Intermediate Boy and Girl  (Documentos del departamento, n. ° 4) 1922 por Verona Doris Lester